# Лобанов, Илья Игоревич
Илья Игоревич Лобанов (род. 1 декабря 1996 года) — казахстанский хоккеист, Защитник. Экс игрок Хк «Барыс»  и Сборной Казахстана. Двукратный Чемпион Казахстана в сезонах: 2016/2017 в составе Хк «Номад» и 2017/2018 в составе Хк «Арлан»Двухкратный бронзовый призёр Чемпионата Мира в сезонах 2013/2014 и 2014/2015. 

## Карьера
Воспитанник рудненского хоккея. В сезоне 2013/14 провёл три игры в чемпионате Казахстана. Привлекался в юниорскую сборную Казахстана, в составе которой стал бронзовым призёром в дивизионе IA.
С 2014 года в системе клуба «Барыс». В сезоне 2014/15 выступал в МХЛ в составе «Снежных барсов».
В сезоне 2015/16 в составе «Барыса» провёл 20 игр в КХЛ,и отметился одним голом и результативной передачей, в составе «Снежных барсов» провёл 27 игр в МХЛ, а также 5 игр в составе «Номада» в чемпионате Казахстана.
В сезонах 2016/2017 в составе «Барыса» провёл 4 игры и отметился одним голом, после был отправлен в фарм клуб «Номад» где стал Чемпионом Казахстана
На молодёжном чемпионате мира в дивизионе IA стал бронзовым призёром, проведя пять игр и отметившись шайбой и результативной передачей. А под занавес сезона получил приглашение в сборную Казахстана, с которой участвовал в играх чемпионата мира 2016 года.